# Stormyrtjärnen (Arvidsjaurs socken, Lappland, 725712-164517)
Stormyrtjärnen är en sjö i Arvidsjaurs kommun i Lappland och ingår i Skellefteälvens huvudavrinningsområde.